# NGC 3074
NGC 3074 is een spiraalvormig sterrenstelsel in het sterrenbeeld Kleine Leeuw. Het hemelobject werd op 28 maart 1786 ontdekt door de Duits-Britse astronoom William Herschel.

## Synoniemen
- UGC 5366
- MCG 6-22-47
- ZWG 182.54
- NPM1G +35.0178
- IRAS 09567+3537
- PGC 28888